# Karkabou

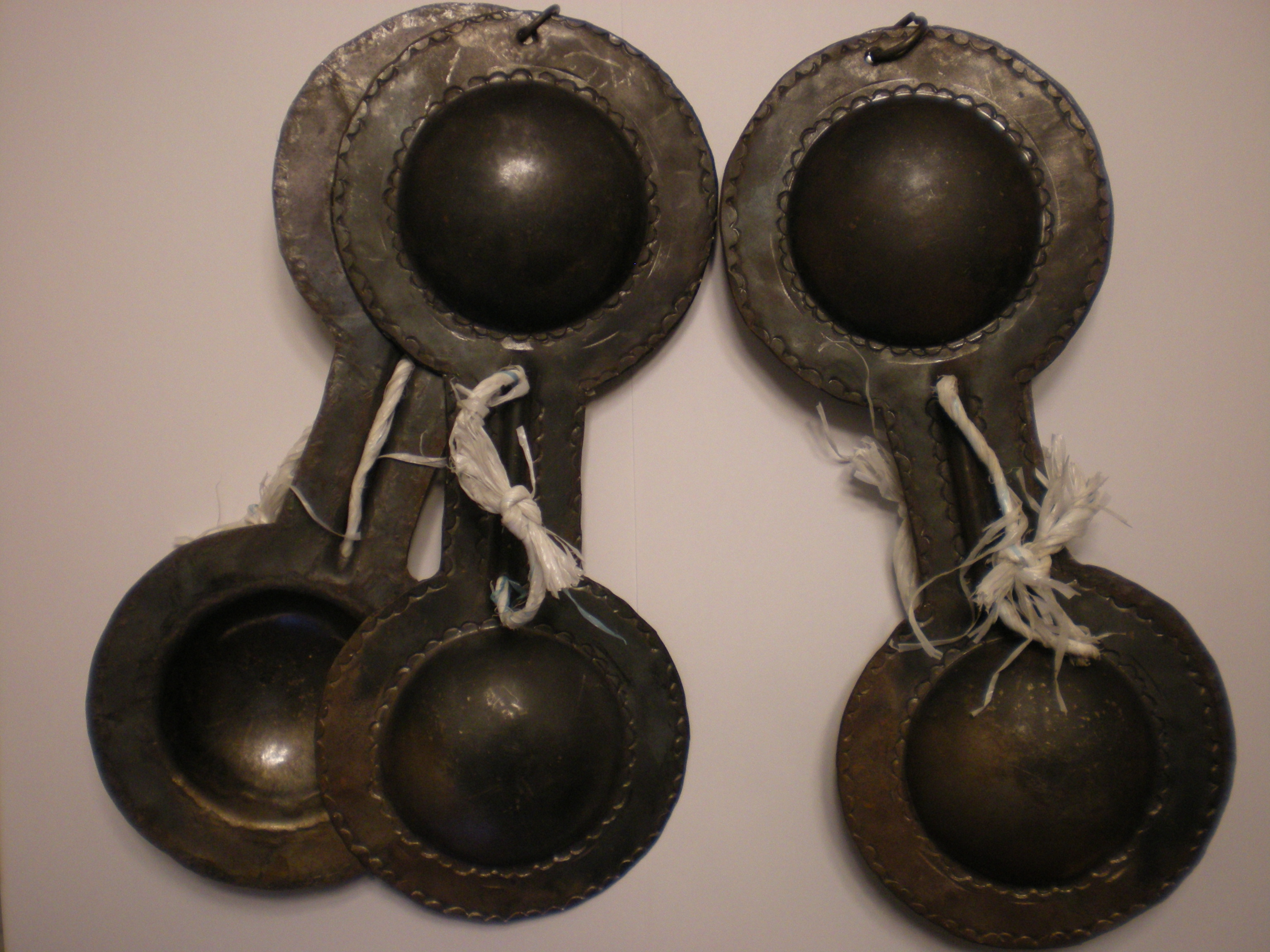
Karkabou

Een karkabou is een direct aangeslagen slaginstrument. Het bestaat uit twee identieke metalen kleppers. Elke klepper bestaat op zijn beurt weer uit twee gelijke helften die op elkaar worden geslagen. Het instrument is al eeuwen bekend bij bedoeïenen uit de Sahara, van Algerije in het westen tot Soedan in het oosten van Afrika. Het traditionele instrument wordt gebruikt om zang ritmisch te begeleiden. Het instrument vinden we vaker in combinatie met de gunbri (of gumbri), een snaarinstrument. Het zo ontstane genre wordt in de Noord-Afrikaanse volksmond ook wel in zijn geheel aangeduid als "Karkabou".
Het instrument wordt vandaag de dag ook veel bespeeld in de Maghrebijnse kuststeden. De reden hiervoor is te vinden in de aanwezigheid van een breed gedragen folkloristische stroming en het alom aanwezige bewustzijn van de rijke culturele historie van de Maghrebijnse volkskunst. Ook rai-muzikanten hebben via deze weg het instrument gebruikt om hun muziek kleur te geven.